# 伊勢ノ濱慶太郎

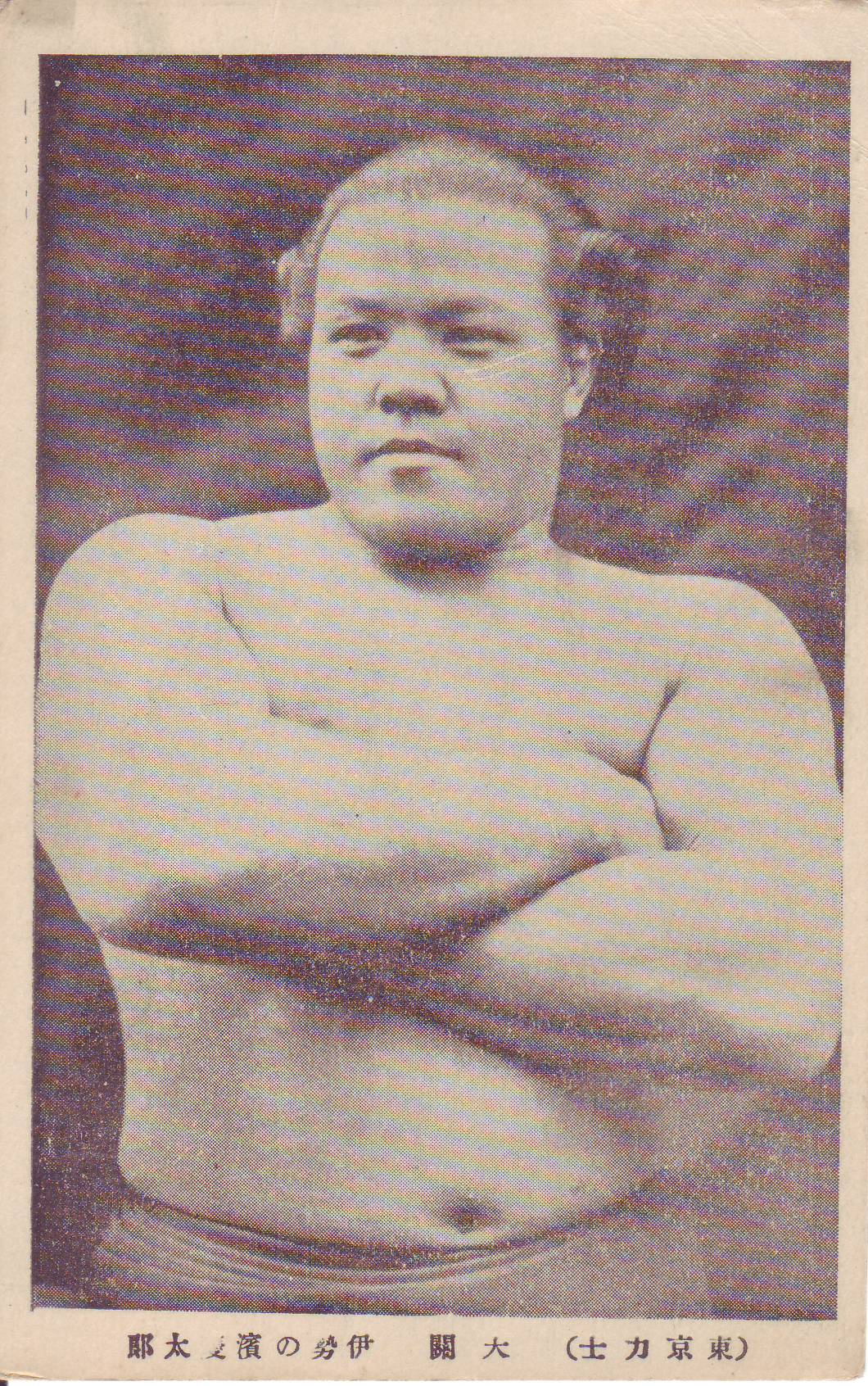
伊勢ノ濱慶太郎の絵葉書

伊勢ノ濱 慶太郎（いせのはま けいたろう、1883年11月9日 - 1928年5月17日）は、東京府本所区（現在の東京都墨田区）出身で友綱部屋（入門時は根岸部屋）に所属した大相撲力士。本名は中立 慶太郎（なかだち けいたろう）。最高位は大関。現役時代の体格は、身長168cm、体重105kg。得意手は左四つ、寄り、上手投げ。

## 来歴
父は明治中期（1880年代）に活躍した幕内力士の伊勢ノ濱荻右エ門で、祖父は行司9代木村庄太郎、従兄には年寄根岸治右エ門がいるという相撲一家の生まれ。日本橋の酒店に奉公していたが父親譲りの力自慢で、18歳の時に根岸に入門した。1902年1月場所初土俵。しかし根岸の部屋には土俵がなかったため名門友綱部屋に通い、太刀山、國見山らの胸を借りて成長した（のちに友綱部屋へ移籍）。出世は早く1905年5月場所十両に昇進、1906年5月場所に入幕した。
しかしこの頃から素行が悪化、新入幕の場所は1勝しか挙げられず（3敗1預5休）、翌1907年1月場所には脱走をしてしまった。戻ったときには頭を丸めて周囲を驚かせたという。改心したかその後は稽古に励み、関脇に昇った1910年頃からは酒や煙草も断っていっそう精進に努めた。横綱常陸山を破るなど上位で活躍を続け、1913年5月場所、関脇で9勝1敗の好成績を収めて場所後に大関に昇進した。5年余りにわたり大関の地位にいたが横綱昇進は果たせず、晩年は神経痛やリウマチを患い1919年1月場所限りで引退、年寄中立を襲名した。
背は低く軽量だが筋肉質の体で力が強く、腰も重く粘り強かったという。左四つからの寄りや押し、上手投げなど俊敏な取り口を見せ、大関駒ヶ嶽や横綱2代西ノ海らの大兵を振り回して観衆を驚かせるほど勝負度胸もよく、江戸っ子力士ということもあって人気は高かったが、勝負度胸の余り慎重さを欠いて不覚を取ることもあった。土俵に上がれば力水は一度しかつけず、待ったもしないなど土俵態度が立派で力士の模範といわれた。
引退後は相撲協会の理事・検査役も務め、頭脳明晰にして温厚な人柄から人望も厚かったが、1928年5月17日、宿泊先の静岡県沼津市の旅館で服毒自殺した。44歳没。
趣味は小説の執筆で雑誌にも掲載された。明荷にも原稿用紙を入れていたという。妻に相撲茶屋「三河屋｣（相撲案内所 十番）を経営させていた。

## 主な成績
- 現役在位：35場所
- 通算成績：112勝85敗9分16預58休（便宜上幕内と十両の合計のみを示す。他に幕下在位時の対十両戦の3勝1敗の記録がある。）
- 幕内在位：26場所（うち大関11場所、関脇4場所、小結2場所）
- 幕内通算成績：98勝82敗9分13預58休　勝率.544
- 大関通算成績：36勝33敗3分4預35休　勝率.522
- 金星：1個（常陸山）

### 場所別成績
| 1902年 （明治35年） | （前相撲）                   | 東序ノ口16枚目 –              |
| 1903年 （明治36年） | 西序二段27枚目 –             | 西三段目69枚目 –              |
| 1904年 （明治37年） | 東三段目20枚目 –             | 東幕下31枚目 1–0 （対十両戦） |
| 1905年 （明治38年） | 東幕下2枚目 2–1 （対十両戦） | 東十両9枚目 7–2 1預           |
| 1906年 （明治39年） | 西十両2枚目 7–1 2預          | 東前頭7枚目 1–3–5 1預         |
| 1907年 （明治40年） | 東前頭6枚目 0–0–10           | 東前頭14枚目 2–4–1 1分2預     |
| 1908年 （明治41年） | 東前頭7枚目 2–4–2 1分1預     | 東前頭6枚目 2–5–1 1分1預      |
| 1909年 （明治42年） | 西前頭2枚目 3–3–2 1分1預     | 西小結 5–5                    |
| 1910年 （明治43年） | 西小結 7–3                   | 西関脇 5–5                    |
| 1911年 （明治44年） | 西前頭筆頭 5–4–1 ★           | 西関脇 4–4–1 1預              |
| 1912年 （明治45年） | 東前頭筆頭 5–3 1分1預        | 西前頭筆頭 6–2 1分1預         |
| 1913年 （大正2年） | 西関脇 6–3 1預               | 東張出関脇 9–1                |
| 1914年 （大正3年） | 東張出大関 5–4 1預           | 西張出大関 6–2 1分1預         |
| 1915年 （大正4年） | 西張出大関 1–3–4 2分         | 西大関 4–6                    |
| 1916年 （大正5年） | 西張出大関 2–0–8             | 西大関 2–6–1 1預              |
| 1917年 （大正6年） | 東張出大関 6–3–1             | 東大関 5–5                    |
| 1918年 （大正7年） | 西張出大関 5–4–1             | 西張出大関 0–0–10             |
| 1919年 （大正8年） | 西張出大関 引退 0–0–10       | x                             |
| 各欄の数字は、「勝ち-負け-休場」を示す。 優勝 引退 休場 十両 幕下 三賞：敢=敢闘賞、殊=殊勲賞、技=技能賞 その他：★=金星 番付階級：幕内 - 十両 - 幕下 - 三段目 - 序二段 - 序ノ口 幕内序列：横綱 - 大関 - 関脇 - 小結 - 前頭（「#数字」は各位内の序列） |                              |                               |

- 幕下以下の地位は小島貞二コレクションの番付実物画像による。また当時の幕下以下の星取や勝敗数等の記録については2024年現在相撲レファレンス等のデータベースに登録がないため、幕下以下の勝敗数等は暫定的に対十両戦の分のみを示す。